# 東京クルド
『東京クルド』（英題：Tokyo Kurds）は、日向史有が監督した日本のドキュメンタリー映画。日本で育った2人のクルド人青年を5年以上にわたり取材し、難民申請中の不安定な法的地位のもとでの生活と将来への葛藤を描いている。2017年に短編版、2018年にテレビ版が制作された後、長編版が2021年に公開された。2022年にドイツのニッポン・コネクション映画祭でニッポン・ドックス賞を受賞するなど、国内外で複数の賞を受賞している。

## 内容
トルコでの迫害から逃れ、小学生の頃に来日した18歳のオザンと19歳のラマザンの姿を描いている。彼らは難民申請中の「仮放免」状態にあり、就労や移動の自由が制限される不安定な立場で将来を模索している。また、叔父であるメメットが東京入管に長期収容され、重篤な健康状態に陥る場面も描かれている。映画では、日本の入管制度や難民認定の厳しさ、不安定な立場で生きる若者たちの姿が描かれている。

## スタッフ
- 監督：日向史有[1]
- 撮影：松村敏行、金沢裕司、鈴木克彦[14]
- 編集：秦岳志
- カラーグレーディング：織山臨太郎
- サウンドデザイン：増子彰
- MA：富永憲一
- 協力：日本クルド文化協会
- 映像提供：#FREEUSHIKU
- 技術協力：104 co Ltd
- クルド語翻訳：チョラク・ワッカス[14][15]
- 助成：文化庁文化芸術振興費補助金（映画創造活動支援事業）、独立行政法人日本芸術文化振興会
- プロデューサー：牧哲雄、植山英美、本木敦子
- 製作：ドキュメンタリージャパン
- 配給：東風

## 受賞歴
- 短編版（2017年、20分）は、Tokyo Docsショートドキュメンタリー・ショーケース（2017）で優秀賞を受賞し[2]、Hot Docsカナダ国際ドキュメンタリー映画祭（2018）にも正式招待された[16][17]。
- テレビ版（2018年、30分）はテレビ朝日で放送され、第55回 ギャラクシー賞 テレビ部門 選奨[18]、ATP賞テレビグランプリ奨励賞を受賞した[19][20]。
- 第39回 日本映画復興奨励賞受賞[10]
- ドイツ・第22回 ニッポン・コネクション ニッポン・ドックス賞[21][9]
- 韓国・第23回 全州国際映画祭 審査員特別賞[22]
- オランダ・第17回 カメラジャパンフェスティバル2022年 観客賞[10]